# Papa French
Albert „Papa“ French (* 16. November 1910 in New Orleans; † 28. September 1977) war ein US-amerikanischer Jazz-Bandleader und Banjo-Spieler des New-Orleans-Jazz.
French spielte Banjo in der 1910 gegründeten Tuxedo Brass Band (Original Tuxedo Jazz Band) von Papa Celestin, deren Führung nach dem Tod von Celestin 1954 über den Posaunisten Eddie Pierson 1958 an Papa French überging (aus Verehrung für Papa Celestin übernahm er dessen Spitznamen). French hatte die Leitung auch schon zuvor zeitweise in Celestins Abwesenheit übernommen. Er leitete die Band, die regelmäßig in der Dixieland Hall in New Orleans auftrat, bis zu seinem Tod 1977. Unter seiner Leitung tourte sie auch in Europa. Danach wurde sie von seinem Sohn Bob French geleitet, einem Schlagzeuger, der auch ein in New Orleans bekannter Radiomoderator war; auch sein Sohn George French gehörte der Band an. French liegt in Edgard (Louisiana) begraben.

## Diskographie
- A Night at Dixieland Hall, Nobility Records 1965 (mit Jeanette Kimball, Klavier,  Louis Barbarin, Schlagzeug, Stewart Davis (1918–1985), Bassgeige, Joseph „Cornbread“ Thomas (1902–1981), Klarinette und Gesang, Waldren Frog Joseph, Posaune, Wendell Eugene (1923–2017), Posaune, Alvin Alcorn, Trompete)
- A Night at Dixieland Hall, Volume II, Nobility Records (Live-Aufnahme, Besetzung wie oben außer Frank Fields statt Steward Davis an der Bassgeige und ohne Wendell Eugene)